# Stefano Manzi
Stefano Manzi (* 29. März 1999 in Rimini) ist ein italienischer Motorradrennfahrer.

## Karriere
Manzi wurde in Rimini geboren. Von 2012 bis 2014 fuhr er im Red Bull MotoGP Rookies Cup, in dem er 2013 und 2014 jeweils Dritter wurde.
In der Saison 2015 debütierte er in der Moto3-Klasse der Motorrad-Weltmeisterschaft und fuhr ab dem Grand Prix of The Americas auf einer Mahindra des San Carlo Team Italia zusammen mit seinem Landsmann Matteo Ferrari, nachdem er beim Saisonauftakt in Katar aufgrund seines noch zu geringen Alters durch Marco Bezzecchi ersetzt wurde. Manzis bestes Ergebnis 2015 war Rang zwölf beim Großen Preis von Aragonien.
2016 fuhr Manzi sein bestes Ergebnis beim Großen Preis von Großbritannien in Silverstone mit dem vierten Rang ein. Zur Saison 2017 stieg Manzi aufgrund seiner Größe in die Moto2-Klasse auf und fuhr für das Sky Racing Team VR46 neben Francesco Bagnaia eine Kalex. 2018 wechselte er zu Forward Racing, für das er eine Suter fuhr. In derselben Saison beim Großen Preis von San Marino griff ihm Romano Fenati bei einer Geschwindigkeit von 217 km/h an den Lenker und betätigte den Hebel der Vorderradbremse. Dafür wurde Fenati für das Rennen disqualifiziert und später für zwei Rennen gesperrt. 2019 und 2020 blieb Manzi bei Forward Racing und fuhr eine MV Agusta. Beim Großen Preis von Valencia 2020 fuhr er die erste Pole-Position einer MV Agusta seit Giacomo Agostini beim Großen Preis von Frankreich 1976 in Le Mans in der 350er-Klasse, stürzte jedoch im Rennen. 2021 wechselte Manzi zum Flexbox HP40 Team von Sito Pons und fährt eine Kalex.

## Statistik

### In der Motorrad-Weltmeisterschaft
| Saison | Klasse | Team                          | Motorrad  | Rennen | Siege | Zweiter | Dritter | Poles | Schn. Rennrunden | Punkte | Ergebnis |
| ------ | ------ | ----------------------------- | --------- | ------ | ----- | ------- | ------- | ----- | ---------------- | ------ | -------- |
| 2015   | Moto3  | San Carlo Team Italia         | Mahindra  | 17     | –     | –       | –       | –     | –                | 10     | 27.      |
| 2016   | Moto3  | Mahindra Racing               | Mahindra  | 3      | –     | –       | –       | –     | –                | 13     | 29.      |
| 2017   | Moto2  | Sky Racing Team VR46          | Kalex     | 18     | –     | –       | –       | –     | –                | 14     | 25.      |
| 2018   | Moto2  | Forward Racing Team           | Suter     | 15     | –     | –       | –       | –     | –                | 8      | 24.      |
| 2019   | Moto2  | MV Augusta Idealavoro Forward | MV Agusta | 18     | –     | –       | –       | –     | –                | 39     | 19.      |
| 2020   | Moto2  | MV Agusta Forward Racing      | MV Agusta | 15     | –     | –       | –       | 1     | –                | 21     | 22.      |
| 2021   | Moto2  | Flexbox HP40                  | Kalex     | 18     | –     | –       | –       | –     | –                | 36     | 19.      |
| 2022   | Moto2  | Yamaha VR46 Master Camp Team  | Kalex     | 3      | –     | –       | –       | –     | –                | 9      | 23.      |
| Gesamt | Gesamt | Gesamt                        | Gesamt    | 107    | 0     | 0       | 0       | 1     | 0                | 150    |          |

### In der Supersport-Weltmeisterschaft
(Stand: Saisonende 2024)
| Saison | Team                   | Motorrad                 | Rennen | Siege | Zweiter | Dritter | Poles | Schn. Runden | Punkte | Ergebnis |
| ------ | ---------------------- | ------------------------ | ------ | ----- | ------- | ------- | ----- | ------------ | ------ | -------- |
| 2021   | GMT94 Yamaha           | Yamaha YZF-R6            | 1      | –     | –       | –       | –     | –            | 7      | 32.      |
| 2022   | Dynavolt Triumph       | Triumph Street Triple RS | 24     | 1     | 2       | 2       | –     | 1            | 209    | 6.       |
| 2023   | Ten Kate Racing Yamaha | Yamaha YZF-R 6           | 24     | 4     | 11      | 2       | 1     | 5            | 408    | 2.       |
| 2024   | Ten Kate Racing Yamaha | Yamaha YZF-R 6           | 24     | 5     | 10      | 4       | 1     | 5            | 415    | 2.       |
| 2025   | Ten Kate Racing Yamaha | Yamaha YZF-R9            | 2      | 1     | 1       | –       | –     | –            | 45     | 2.       |
| Gesamt | Gesamt                 | Gesamt                   | 75     | 11    | 24      | 8       | 2     | 11           | 1,084  |          |